# Fliegerarzt
Der Begriff Fliegerarzt bezeichnet umgangssprachlich einen Arzt, der behördlich bestellt ist, die für den Erwerb und Erhalt der Lizenzen von Piloten und Flugsicherungspersonal erforderliche medizinische Begutachtung durchzuführen und medizinische Tauglichkeitszeugnisse (Flugtauglichkeitszeugnis, auch als Medical bezeichnet) im Auftrag der zuständigen Erlaubnisbehörde auszustellen. Die Tätigkeit als Fliegerarzt erfordert Kenntnisse über die besonderen Bedingungen, denen der menschliche Organismus während des Fluges ausgesetzt ist, insbesondere der Flugphysiologie.
Amtlich wird der Fliegerarzt in Deutschland seit Einführung der europäischen Tauglichkeitsrichtlinien JAR-FCL3 ausschließlich als  Flugmedizinischer Sachverständiger bezeichnet. In den englischen Versionen der Regelwerke der Europäischen Luftsicherheitsbehörde EASA wird der Fliegerarzt als Aeromedical Examiner (AME) bezeichnet.
Weiterbildungskurse für Fliegerärzte finden in Deutschland bei der Lufthansa und der Bundeswehr statt. Die Absolvierung dieser Kurse berechtigt noch nicht zur Leitung einer Fliegerärztlichen Untersuchungsstelle.
Die Zulassung erfolgt ausschließlich durch das Luftfahrt-Bundesamt für die Aeromedical Center und die Flugmedizinischen Sachverständigen der Klasse 1 und 2. Für flugmedizinische Sachverständige der Bundeswehr (FlMedSachVBw) erfolgt die Zulassung durch das Luftfahrtamt der Bundeswehr. Beachtenswert ist hierbei, dass Flugmedizinische Sachverständige die Erstuntersuchung der Klasse 1 Tauglichkeit nur durchführen dürfen, sofern sie vom Luftfahrt-Bundesamt als Aeromedical Center (AeMC) zugelassen wurden.
Die Voraussetzungen für die amtliche Bestellung zum   Flugmedizinischen Sachverständiger (Fliegerarzt) ist in § 24e Luftverkehrs-Zulassungs-Ordnung (LuftVZO) und in der Ersten Durchführungsverordnung zu LuftVZO (1. DV LuftVZO). geregelt.
Fliegerärzte sind im Deutschen Fliegerarztverband organisiert.